# Zavino
Zavino je naselje v Občini Ajdovščina.

## Prebivalstvo
Etnična sestava 1991:

Slovenci: 77 (98,7 %)

Hrvati: 1 (1,3 %)